# Кладько Іван Макарович
Іван Макарович Кладько (1906, Краматорськ, Харківська губернія, Російська імперія — 23 лютого 1943, Георгіївка, Ворошиловоградська область) — український радянський футболіст і тренер.

## Біографічні відомості
Народився у Крамоторську, згодом переїхав до Харкова. У першій столиці Радянської України виступав за команди «Штурм», «Рабіс» і «Динамо». У складі збірної міста здобув дві перемоги у першостях України (1927, 1928). 
1930 року був основним захисником збірної СРСР. Грав проти команд Москви, Ленінграда і їздив у турне до Скандинавії. Суперниками радянських спортсменів були аматорські клуби з Швеції і Норвегії. Серед його партнерів були одесит Олександр Штрауб і харків'янин Іван Привалов. Всі ці матчі мають неофіційний статус. За підсумками сезону був обраний до списку найкращих футболістів країни під другим номером (№ 1 — Олександр Старостін).
1936 року об'єдналися дві команди з Ворошиловограда («Металург» і «Динамо»). Новостворений клуб отримав назву «Дзержинець», а першим тренером було призначено Івана Кладька. У першому сезоні колектив посів третє місце у третій групі чемпіонату Української РСР. 1938 року ворошиловоградські футболісти стали переможцями першості України. Потім була друга група всесоюзного чемпіонату. Дебютанти стали 16-ми з 23-х учасників, але через реорганізацію втратили місце серед команд майстрів. 1940 року грав у чемпіонаті УРСР серед колективів фізичної культури (5 місце). Інколи поєднував тренерські функції з виступами на полі. Зокрема відомо, що він грав за «Дзержинець» у трьох іграх кубка СРСР 1937 року.
1941 року більшість гравців клубу пішли до лав Червоної Армії. Рядовий Іван Кладько помер від тяжкого поранення 23 лютого 1943 року. Похований у селищі Георгіївка Лутугинського району Ворошиловоградської області.

## Досягнення
- Чемпіон УРСР (2): 1927, 1928 (збірна Харкова) — як гравець
- Чемпіон УРСР (1): 1938 («Дзержинець» Ворошиловград) — як тренер
- У списку 33 найкращих футболістів СРСР : № 2 (1930)